# Salix sachalinensis
Salix sachalinensis là một loài thực vật có hoa trong họ Liễu. Loài này được F. Schmidt miêu tả khoa học đầu tiên năm 1868.